# Nikolai Zúbarev
Nikolai (Nikolay) Mikhàilovitx Zubarev (10 de gener de 1894 – gener de 1951) fou un jugador d'escacs rus. Obtingué el títol de Mestre Internacional el 1950, i el d'Àrbitre Internacional el 1951.

## Resultats destacats en competició
Durant la I Guerra Mundial va guanyar, per davant de Piotr Iurdanski a Moscou 1915, va participar en el Torneig del Club de Moscou de 1915, on hi jugaven, entre d'altres, Aleksandr Alekhin i Nikolai Grigóriev i empatà als llocs 4t-5è a Moscou 1916. Després de la guerra, va guanyar dos cops el Campionat d'escacs de la ciutat de Moscou, els anys 1927 i 1930. Hi fou 5è el 1919/20 (campió: Aleksandr Alekhin), 10è el 1921 (campió: Nikolai Grigóriev) 30è el 1920 (campió: Josef Cukierman), fou 6è el 1922/23 (campió: Nikolai Grigóriev), empatà als llocs 12è-13è el 1925 (campió: Aleksandr Serguéiev), fou segon rere Abram Rabinovitx el 1926, empatà als llocs 5è-6è el 1928 (campió: Borís Verlinski), fou 6è el 1929 (campió: Vassili Panov); tots els resultats anteriors es refereixen al campionat de Moscou; i fou 21è al Torneig d'escacs de Moscou 1925 (campió: Iefim Bogoliúbov).
Va participar al 3r Campionat de Sindicats de 1928 a Moscou, on acabà en segon lloc, rere Grigóriev.
Va participar diversos cops al Campionat d'escacs de la Unió Soviètica; empatà als llocs 11è-12è a la primera edició, a Moscou 1920 (campió: Alekhin), fou 10è a Petrograd 1923 (campió: Piotr Romanovski) empatà als llocs 11è-13è a Leningrad 1925 (campió: Bogoljubov), fou 4t a Odessa 1929 (quarts de final), i fou 18è a Leningrad 1933 (campió: Mikhaïl Botvínnik).

### Rànquing mundial
El seu millor rànquing Elo s'ha estimat en 2438 punts, el setembre de 1927, moment en què tenia 33 anys, cosa que el situaria en 87è lloc mundial en aquella data. Segons chessmetrics, va ser el 73è millor jugador mundial el març de 1926.